# Leonard Trelawny Hobhouse
Leonard Trelawny Hobhouse (Saint Ive, Cornualles, 8 de septiembre de 1864 - 21 de junio de 1929) fue un político liberal británico y principal teórico del new liberalism, que trató en su obra más importante, Liberalismo (1911). Trabajó como periodista y académico y fue el primer profesor de Sociología designado en una universidad británica.

## Política económica
Hobhouse fue importante en el apoyo del dar una vuelta de tuerca al liberalismo de un Partido Liberal Británico bajo el liderazgo de políticos como Lloyd George y Herbert Henry Asquith. Distinguió entre la propiedad llevada a cabo 'para el uso' y la llevada 'para el poder'. Igualmente teorizó que la propiedad fue adquirida no solamente por esfuerzo individual sino también por la organización social (los que tenían propiedad debían algo de su éxito a la sociedad y por lo tanto tenían cierta obligación a la sociedad). De este modo justificaba teóricamente las nuevas pensiones del Estado para le redistribución de la riqueza. Hobhouse ocupa un lugar particularmente importante en la historia intelectual de los demócratas liberales.

## Libertad civil
Su trabajo también presenta una visión positiva del liberalismo en la cual el propósito de la libertad sea permitir a individuos convertirse, esa libertad es no solamente bueno en sí mismo. Hobhouse, por el contrario, dijo que la coerción debe ser evitada no porque no tenemos ningún respeto para el bienestar de la otra gente, sino porque la coerción es ineficaz en mejorar su porción.
Hobhouse rechazó el liberalismo clásico, observando el trabajo de otros liberales que habían precisado las distintas formas de coerción que existían ya en sociedad aparte del Gobierno. Propuso esto para promover libertad que el Gobierno tiene para controlar esos factores que existen y que trabajan contra él.
Hobhouse sostuvo que los Liberales y Laboristas podrían formar progresivamente una coalición magnífica.

## El liberalismo según Hobhouse
En Liberalismo un libro publicado en 1911, presenta su visión del liberalismo. Para él el liberalismo es en primer lugar "coexistente a la vida." El liberalismo es un elemento que penetra (elemento penetrante) toda la estructura de la vida (estructura de la vida) del mundo moderno ". El liberalismo es también "una fuerza histórica" de progreso y "un movimiento de liberación, despeje de obstáculos, apertura de canales al flujo de actividad vital libre y espontánea (actividad vital espontánea libre)". Por último, para él, es un movimiento que une la libertad y la igualdad. En comparación con otras formas de liberalismo, en Hobhouse y en el liberalismo social en general, lo que importa es la personalidad, es decir, todas las facetas de la persona y no sólo o principalmente Homo œconomicus. Señala a este respecto: "el liberalismo es la creencia de que una sociedad puede ser fundada de una manera segura sobre el poder de la persona para dirigirse a sí mismo, es sólo sobre esta base que una verdadera comunidad se puede construir".
Para él hay nueve puntos principales del liberalismo:
1. La libertad civil para él se combina con la existencia de leyes que impiden la opresión.
2. La libertad fiscal es decir, el derecho a tener una declaración de impuestos. Señala que la libertad fiscal desde el siglo XVII ha sido vista como una consecuencia de la libertad política.
3. La libertad personal. Es decir, la libertad de pensar, de expresarse y la libertad de practicar una religión en la medida en que no afecte a los demás y al orden.
4. La libertad social es decir, el rechazo de una organización jerárquica de la sociedad como lo fue el antiguo régimen con sus órdenes y sus corporaciones. No asimila el sindicalismo al corporativismo en la medida en que uno puede convertirse en un miembro libre y no es hereditario. 15 Por otra parte, es un "camino abierto a las mujeres", ya que había un "camino abierto a los talentos".
5. La libertad económica. A nivel internacional es para el libre comercio. Por otro lado, y este punto es importante en el social-liberalismo la libertad económica se combina con la libertad de asociación. Este es un punto central de su liberalismo, para el cual la libertad sólo puede ser rechazada entre personas u organizaciones de fuerzas similares. Retomando a Thomas Hill Green, está en contra de la libertad de los contratos cuando hay entre los firmantes asimetrías tan profundas que no puede haber libre asentimiento.
6. La libertad doméstica. Para él, la familia ya no debería basarse en el principio de autoridad y deben ser puestos límites al poder de los esposos. La familia según él debe seguir lo que se ha hecho a nivel de los Estados que han pasado de una sociedad jerárquica a una sociedad más basada en la igualdad.
7. La libertad local, racial y nacional. Estas ya eran cuestiones importantes de su tiempo y su actitud es promover la autonomía sabiendo que se trata de temas complejos.
8. La libertad internacional. Es para él evitar el militarismo en particular.
9. La libertad política y soberanía popular.

## Política exterior
Hobhouse estuvo decepcionado a menudo con que los colectivistas de Gran Bretaña también tendieron a ser imperialistas. Hobhouse se opuso a las guerras contra los bóeres y tenía reservas hacia la Primera Guerra Mundial. Era un internationalista y tuvo aversión la búsqueda de intereses nacionales británicos según lo practicado por los Gobiernos de entonces.

## Obras de Hobhouse
- Labour movement (1893)
- Theory of knowledge: A Contribution to Some Problems of Logic and Metaphysics (1896)
- Mind in evolution (1901)
- Democracy and reaction (1905)
- Morals in evolution: A study in comparative ethics (1906)
- Liberalism (1911)
- Social evolution and political theory (1911)
- Development and purpose (1913)
- The material culture and social institutions of the simpler peoples (1915)
- The metaphysical theory of the state: A criticism (1918)
- The rational good: A study in the logic of practice (1921)
- The elements of social justice (1922)
- Social development: It's nature and conditions (1924)
- Sociology and philosophy: A centenary collection of essays and articles (1966)